# جمعية صيانة مدينة تونس
جمعية صيانة مدينة تونس هي جمعية تأسست في عام 1967 للحفاظ على مدينة تونس العتيقة.
رئيسها الحالي هو رئيس بلدية تونس السابق، عباس محسن.

## تاريخها
لما كان حسيب بن عمار رئيس بلدية و والي مدينة تونس، قرر تأسيس الجمعية في (جوان) يونيو 1967؛  وصار رئيسا للجمعية سنة 1969.
مولتها بلدية تونس، والهدف الرسمي للجمعية هو «العمل من أجل حماية المجموعات العمرانية العتيقة، والمعالم التاريخية والتراث الثقافي والقيام بأي عمل من شأنه حفظ وتعزيز المدينة العتيقة التونسية».
يقع مقرها في دار الأصرم منذ عام 1968، إذ أن بلدية تونس اشترت القصر في عام 1964.

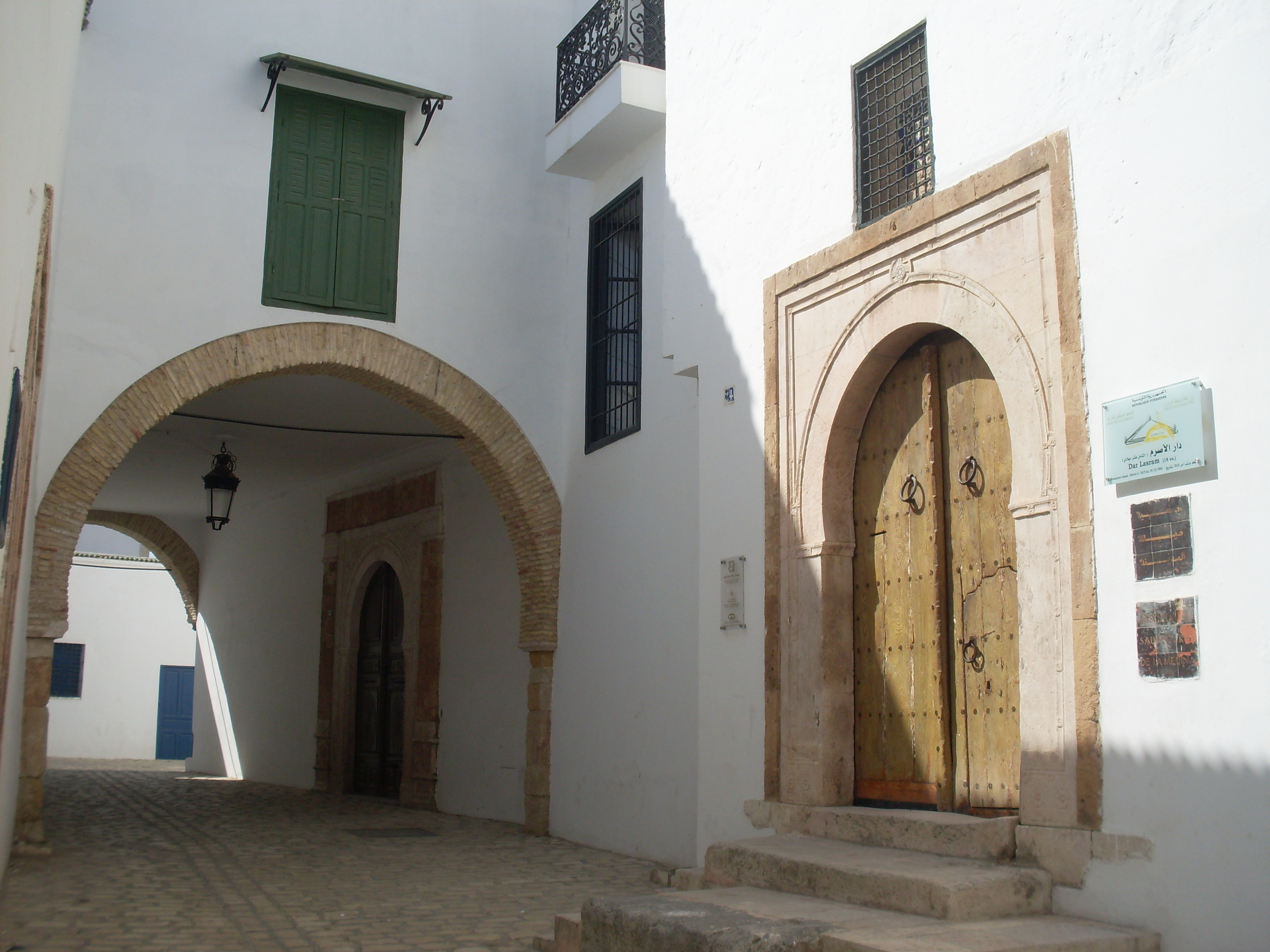
دار الأصرم: مقر جمعية صيانة مدينة تونس .

## وصلات خارجية
- الموقع الرسمي:www.asmtunis.com/